# Zombieville
Zombieville è un videogioco d'azione/d'avventura sviluppato dalla Psygnosis e pubblicato dalla Dice Multi Media Europe nel 1998 per Microsoft Windows.